# Zapasy na Letnich Igrzyskach Olimpijskich 1952 – kategoria do 62 kg w stylu wolnym
Zmagania mężczyzn do 62 kg to jedna z ośmiu męskich konkurencji w zapasach w stylu wolnym rozgrywanych podczas Letnich Igrzysk Olimpijskich 1952. Pojedynki w tej kategorii wagowej odbyły się w dniach 20 – 23 lipca.
Punktacja opierała się na systemie "złych punktów karnych". Przegrany otrzymywał 3 punkty. Zwycięzca otrzymywał zero punktów za wygraną przez "tusz" (łopatki), a jeden punkt za wygraną decyzją trzech sędziów. Uzyskanie pięciu lub więcej punktów karnych eliminowało zapaśnika z turnieju. Najlepsza trójka walczyła w rundzie finałowej. 

## Klasyfikacja[1]
| Miejsce | Nazwisko          | Kraj              |
| ------- | ----------------- | ----------------- |
| 1       | Bayram Şit        | Turcja            |
| 2       | Nasser Givehchi   | Iran              |
| 3       | Josiah Henson     | Stany Zjednoczone |
| 4       | Keshav Mangave    | Indie             |
| 5       | Risaburo Tominaga | Japonia           |
| 6       | Rauno Mäkinen     | Finlandia         |
| 7       | Dżamil Isawi      | Egipt             |
| 8       | Armand Bernard    | Kanada            |
| 8       | Ibrahim Dadaszew  | ZSRR              |
| 10      | Géza Hoffmann     | Węgry             |
| 11      | Próspero Mammana  | Argentyna         |
| 11      | Antonio Randi     | Włochy            |
| 11      | Henry Holmberg    | Szwecja           |
| 14      | Joseph Mewis      | Belgia            |
| 14      | Roger Bielle      | Francja           |
| 16      | John Elliott      | Australia         |
| 16      | Herbie Hall       | Wielka Brytania   |
| 16      | Rolf Ellerbrock   | Niemcy            |
| 16      | Marco Girón       | Gwatemala         |
| 16      | Gonzalo Manibog   | Filipiny          |
| 16      | Ignacio Lugo      | Wenezuela         |

## Wyniki

### Pierwsza runda[2]
| Zwycięzca         | Punkty karne | Wynik        | Przegrany       | Punkty karne |
| ----------------- | ------------ | ------------ | --------------- | ------------ |
| Armand Bernard    | 0            | Łopatki      | Ignacio Lugo    | 3            |
| Risaburo Tominaga | 0            | Łopatki      | Marco Girón     | 3            |
| Rauno Mäkinen     | 1            | Decyzja, 3:0 | Rolf Ellerbrock | 3            |
| Géza Hoffmann     | 1            | Decyzja, 3:0 | Joseph Mewis    | 3            |
| Próspero Mammana  | 1            | Decyzja, 3:0 | John Elliott    | 3            |
| Antonio Randi     | 0            | Łopatki      | Josiah Henson   | 3            |
| Henry Holmberg    | 1            | Decyzja, 3:0 | Gonzalo Manibog | 3            |
| Bayram Şit        | 0            | Łopatki      | Roger Bielle    | 3            |
| Ibrahim Dadaszew  | 0            | Łopatki      | Dżamil Isawi    | 3            |
| Nasser Givehchi   | 1            | Decyzja, 3:0 | Herbie Hall     | 3            |
| Keshav Mangave    | 0            | Bez walki    |                 |              |

### Druga runda[3]
| Zwycięzca       | Punkty karne | Wynik                       | Przegrany         | Punkty karne |
| --------------- | ------------ | --------------------------- | ----------------- | ------------ |
| Keshav Mangave  | 0            | Wycofał się w trakcie walki | Ignacio Lugo      | 6            |
| Armand Bernard  | 0            | Łopatki                     | Marco Girón       | 6            |
| Rauno Mäkinen   | 1            | Łopatki                     | Risaburo Tominaga | 3            |
| Joseph Mewis    | 4            | Decyzja, 3:0                | Rolf Ellerbrock   | 6            |
| Géza Hoffmann   | 1            | Łopatki                     | Próspero Mammana  | 4            |
| Josiah Henson   | 3            | Łopatki                     | John Elliott      | 6            |
| Henry Holmberg  | 2            | Decyzja, 3:0                | Antonio Randi     | 3            |
| Roger Bielle    | 4            | Decyzja, 3:0                | Gonzalo Manibog   | 6            |
| Bayram Şit      | 1            | Decyzja, 3:0                | Ibrahim Dadaszew  | 3            |
| Dżamil Isawi    | 3            | Łopatki                     | Herbie Hall       | 6            |
| Nasser Givehchi | 1            | Bez walki                   |                   |              |

### Trzecia runda[4]
| Zwycięzca         | Punkty karne | Wynik        | Przegrany      | Punkty karne |
| ----------------- | ------------ | ------------ | -------------- | ------------ |
| Nasser Givehchi   | 2            | Decyzja, 3:0 | Keshav Mangave | 3            |
| Risaburo Tominaga | 3            | Łopatki      | Armand Bernard | 3            |
| Rauno Mäkinen     | 2            | Decyzja, 3:0 | Joseph Mewis   | 7            |
| Josiah Henson     | 3            | Łopatki      | Géza Hoffmann  | 4            |
| Próspero Mammana  | 5            | Decyzja, 2:1 | Antonio Randi  | 6            |
| Bayram Şit        | 2            | Decyzja, 3:0 | Henry Holmberg | 5            |
| Ibrahim Dadaszew  | 4            | Decyzja, 3:0 | Roger Bielle   | 7            |
| Dżamil Isawi      | 3            | Bez walki    |                |              |

### Czwarta runda[5]
| Zwycięzca         | Punkty karne | Wynik        | Przegrany        | Punkty karne |
| ----------------- | ------------ | ------------ | ---------------- | ------------ |
| Nasser Givehchi   | 3            | Decyzja, 2:1 | Dżamil Isawi     | 6            |
| Keshav Mangave    | 3            | Łopatki      | Armand Bernard   | 6            |
| Risaburo Tominaga | 4            | Decyzja, 3:0 | Géza Hoffmann    | 7            |
| Bayram Şit        | 2            | Łopatki      | Rauno Mäkinen    | 5            |
| Josiah Henson     | 4            | Decyzja, 2:1 | Ibrahim Dadaszew | 7            |

### Piąta runda[6]
| Zwycięzca       | Punkty karne | Wynik        | Przegrany         | Punkty karne |
| --------------- | ------------ | ------------ | ----------------- | ------------ |
| Nasser Givehchi | 4            | Decyzja, 2:1 | Risaburo Tominaga | 7            |
| Josiah Henson   | 5            | Decyzja, 3:0 | Keshav Mangave    | 6            |
| Bayram Şit      | 2            | Bez walki    |                   |              |

### Runda finałowa
| Zwycięzca       | Punkty karne | Wynik        | Przegrany       | Punkty karne |
| --------------- | ------------ | ------------ | --------------- | ------------ |
| Bayram Şit      | 3            | Decyzja, 3:0 | Nasser Givehchi | 7            |
| Bayram Şit      | 3            | Łopatki      | Josiah Henson   | 8            |
| Nasser Givehchi | 8            | Decyzja, 2:1 | Josiah Henson   | 11           |